# Cappella del Podestà
La cappella del Podestà si trova nel palazzo del Bargello a Firenze. Contiene un frammentario ciclo di affreschi della bottega di Giotto databile al 1330-1337 circa e raffigurante le Storie di Maria Maddalena (da cui anche il nome di cappella della Maddalena) e il Giudizio Universale, in cui si trova anche un famoso ritratto di Dante Alighieri.

## Storia
La cappella al primo piano del palazzo venne costruita dopo il 1280. Qui sostavano i condannati a morte prima di iniziare il loro cammino verso il patibolo, assistiti dai confratelli della Compagnia di Santa Maria della Croce al Tempio di cui i Battuti de' Neri facevano parte. Tale uso spiega la presenza degli affreschi dedicati alla figura della Maddalena, la peccatrice redenta, e il Giudizio, che vennero eseguiti dalla bottega di Giotto, forse su disegno del maestro che di lì a poco sarebbe scomparso; per questo motivo la cappella è a volte considerata l'ultima sua opera.
La notizia della presenza di un ritratto di Dante e di un autoritratto dello stesso Giotto risale al contemporaneo Giovanni Villani, che però nella versione originale in latino parlava di una "tabula altaris", cioè di una "pala d'altare", non ricordata da altre fonti, che nella traduzione quattrocentesca in italiano divenne erroneamente una pittura "a muro". Ciò ha generato un equivoco, ripreso dalle fonti seguenti (da Ghiberti in poi); gli studi novecenteschi hanno invece escluso la presenza di Giotto nell'impresa.
Un'iscrizione in situ ha fatto inoltre pensare che la commissione risalga al periodo tra il luglio e il dicembre 1337, quando cioè il maestro era già morto. In realtà, come è stato appurato nell'ultimo restauro degli anni Duemila, tale data, legata alla presenza dello stemma del podestà Fidesmino da Varano, è oggi intesa come conclusiva dell'opera, mentre viene indicato il 1334 come data di inizio, anno in cui Giotto fu incaricato di sovrintendere ai lavori nel Palazzo, in seguito all'incendio del 1332 e all'alluvione del 1333.
Studi recenti sostengono che il committente del ciclo di affreschi sia da individuare in Jacopo de' Gabrielli da Gubbio, "tiranno di Firenze" con i titoli di Conservatore dello Stato (1335-1337) e Capitano Generale di Guerra (1339-1341). La committenza di un ritratto pubblico di Dante in un luogo altamente simbolico è stata interpretata come un risarcimento postumo al sommo poeta da parte di Jacopo; infatti trent'anni prima l'Alighieri era stato bandito da Firenze dal podestà Cante Gabrielli, padre di Jacopo.   
Con la trasformazione del palazzo in carcere, dopo il 1574, gli affreschi vennero scialbati e l'ambiente diviso in due piani, l'uno destinato ad accogliere i condannati a morte in attesa di supplizio, l'altro a fungere da dispensa. Un primo frammento, quello col ritratto di Dante, fu riscoperto il 21 luglio 1840 e il furore patriottico e il gusto romantico neo-medievale diedero impulso alla verifica di tutte le pareti (1841) e a un successivo restauro integrale che, secondo i metodi allora in voga, comportò pesanti integrazioni arbitrarie. Nel 1937, una nuova sensibilità fece eliminare le ridipinture ottocentesche e, una volta constatato il cattivo stato di conservazione, si manifestò la difficoltà effettiva nel poter esprimere un giudizio critico su quanto rimasto, che la maggior parte della critica espunse dal catalogo giottesco.
Un restauro successivo ha permesso una valutazione più coerente dell'opera, e ha confermato la possibilità che Giotto abbia effettivamente fornito i disegni per il ciclo, dipingendo magari qualche figura di sua mano, soprattutto nei ritratti del Giudizio Universale.
La cappella è una delle sale del Museo del Bargello e ospita, con la vicina sagrestia, la collezione di oreficeria sacra, di corali miniati e altre opere. Tra le opere esposte vi è, dal 2012, il controverso Crocifisso Gallino.

## Descrizione e stile

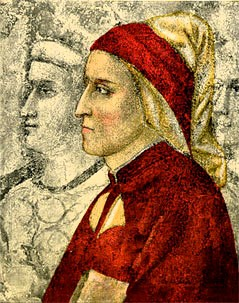
Il ritratto di Dante in un'elaborazione grafica

La cappella ha volta a botte ogivale e con finestre monofore. Alle pareti laterali si dispiegano le Storie di santa Maria Egiziaca, di santa Maria Maddalena e di san Giovanni Battista, esempi di penitenti e peccatori redenti; sulla parete d'ingresso l'Inferno, e quella di fondo il Paradiso, dove fra gli eletti è rappresentato anche Dante Alighieri con in mano la Divina Commedia; il ritratto del poeta è probabilmente il più antico e il più vicino alla realtà.
Lo stile degli affreschi rimanda alla fase tarda di Giotto, al Polittico Baroncelli e alla "maniera larga" degli affreschi della cappella Bardi. La stesura delle scene è da riferire in massima parte alla bottega, e vi si leggono più mani e più correnti: lo stile elegante e affusolato di Taddeo Gaddi e i suoi seguaci, quello sintetico di Maso di Banco, quello delicato del misterioso Stefano Fiorentino. In questa ottica il ciclo assume un'importanza particolarmente significativa come "summa" dei giotteschi fiorentini, il cui sviluppo stilistico fu interrotto di lì a poco dal successo dei modi dell'Orcagna.
Sulla parete di fondo sono anche due affreschi tardo-quattrocenteschi con la Madonna col Bambino di Sebastiano Mainardi e San Girolamo penitente di Bartolomeo di Giovanni.

### Elenco delle scene
- Inferno
- Paradiso
- Imposizione del nome a san Giovanni Battista
- Banchetto di Erode
- Cena in casa di Simone il fariseo
- Resurrezione di Lazzaro
- Pie donne al sepolcro
- Apparizione di Cristo risorto a Maria Maddalena
- Maria Maddalena penitente
- Ritrovamento miracoloso su un'isola della regina e del figlio del principe di Provenza
- Maria Maddalena benedetta dal vescovo Zosimo
- Ultima comunione di Maria Maddalena
- Figura di Cristo
- Santi, tra cui san Venanzio